# Elezioni presidenziali in Russia del 2018
Le elezioni presidenziali in Russia del 2018 si sono tenute il 18 marzo.
La data delle consultazioni elettorali è stata fissata nel giorno del quarto anniversario dell'annessione della Crimea alla Russia. In più i cittadini della penisola sul mar Nero parteciparono per la prima volta alle elezioni per il Gran Palazzo del Cremlino.

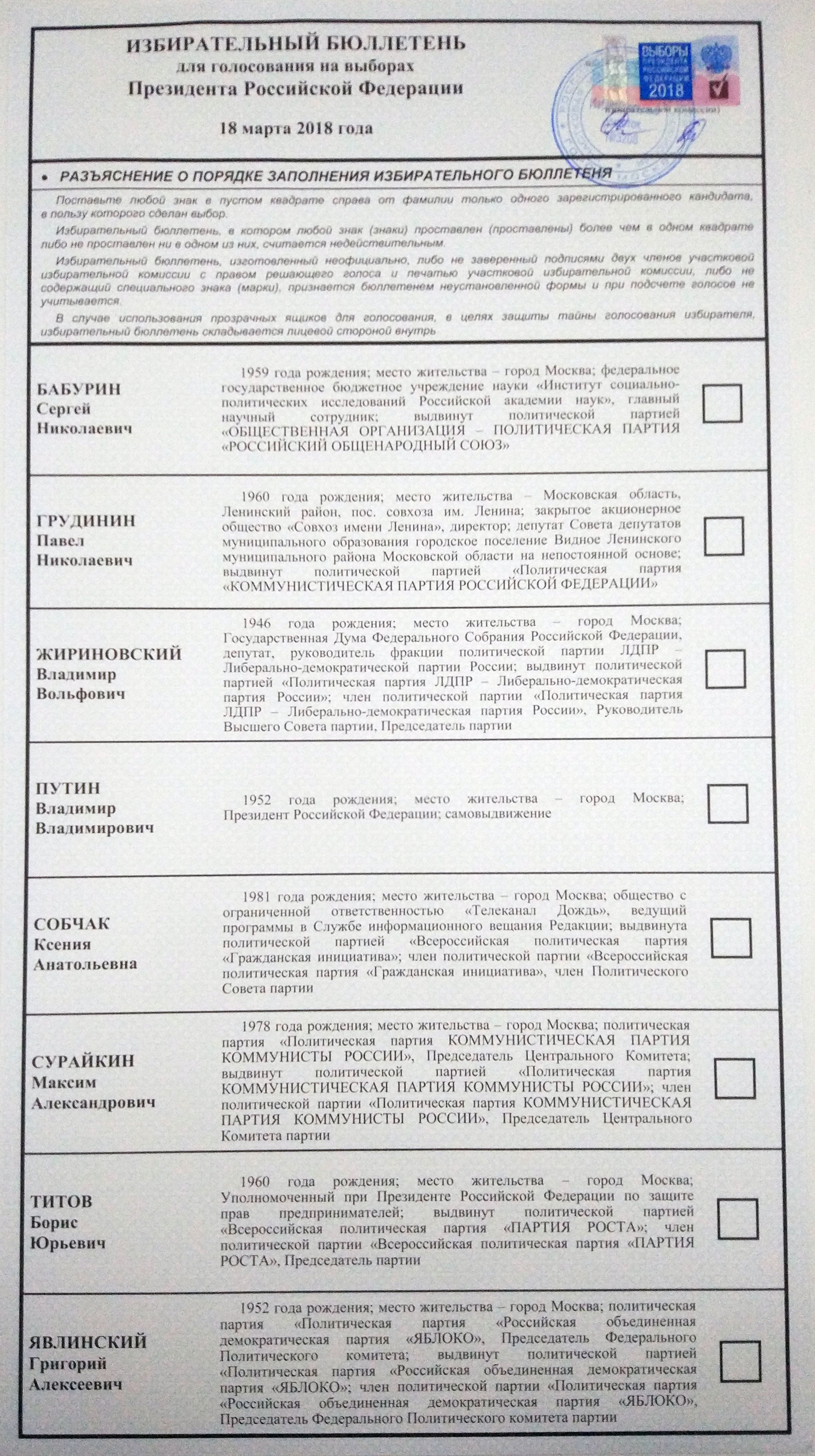
Scheda elettorale

Aleksej Naval'nyj, il candidato democratico con la popolarità maggiore nei sondaggi politici, fu escluso dalla candidatura per varie condanne (appropriazione indebita), anche se molti governi filo-occidentali e Amnesty International sostengono che la causa delle sue condanne sia dovuta alla stessa opposizione a Vladimir Putin.

## Quadro politico
Vladimir Putin, presidente della Federazione Russa, è alla sua quarta candidatura.
Ksenija Sobčak è l'unica donna candidata per le presidenziali. Giornalista e conduttrice televisiva, la sua linea politica si basa su una possibile adesione della Russia all'Unione europea.
Sergej Baburin scende in campo per il suo programma di carattere economico.
Il Partito Comunista della Federazione Russa ha scelto per la prima volta un candidato diverso da Gennadij Zjuganov: Pavel Grudinin, il cui programma politico prevede, fra l'altro, l'uscita della Federazione Russa dall'OMC.
Maksim Surajkin, appoggiato dal partito Comunisti di Russia, professore di storia, incentra la sua linea politica sull'instaurazione di un'economia socialista post-sovietica e la difesa del patriottismo russo.
Boris Titov, imprenditore, favorevole a una politica di liberalizzazione economica.
Grigorij Javlinskij, candidato con il partito Jabloko.

## Risultati
| Vladimir Putin       | Russia Unita                                  | 56 430 712  | 76,69 |  |  |  |  |  |
| Pavel Grudinin       | Partito Comunista della Federazione Russa     | 8 659 206   | 11,77 |  |  |  |  |  |
| Vladimir Žirinovskij | Partito Liberal-Democratico di Russia         | 4 154 985   | 5,65  |  |  |  |  |  |
| Ksenija Sobčak       | Iniziativa Civica                             | 1 238 031   | 1,68  |  |  |  |  |  |
| Grigorij Javlinskij  | Partito Democratico Unificato Russo - Jabloko | 769 644     | 1,05  |  |  |  |  |  |
| Boris Titov          | Partito della Crescita                        | 556 801     | 0,76  |  |  |  |  |  |
| Maksim Surajkin      | Comunisti di Russia                           | 499 342     | 0,68  |  |  |  |  |  |
| Sergej Baburin       | Unione Popolare Russa                         | 479 013     | 0,65  |  |  |  |  |  |
| Voti non validi      | Voti non validi                               | 791 258     | 1,08  |  |  |  |  |  |
| Totale               | Totale                                        | 73 578 992  | 100   |  |  |  |  |  |
|                      |                                               |             |       |  |  |  |  |  |
| Schede emesse        | Schede emesse                                 | 73 629 581  |       |  |  |  |  |  |
| Elettori             | Elettori                                      | 109 008 428 |       |  |  |  |  |  |